# René Samzun
René Samzun est un footballeur français né le 6 septembre 1924 à Angers et mort le 4 mai 2005. Il évolue au poste de milieu de terrain principalement au SCO Angers.